# Erin Pizzey
Erin Patria Margaret Pizzey (19 de febrero de 1939) es una exfeminista, activista por los derechos del hombre y contra la violencia doméstica y también una novelista británica. Se hizo internacionalmente conocida por haber creado en 1971 el primer y actualmente más importante refugio contra la violencia doméstica en el mundo moderno, el Chiswick Women's Aid, también llamado «Refugio».
Pizzey ha sido objeto de amenazas de muerte y boicots debido a sus investigaciones. En ellas afirma que la violencia doméstica es recíproca y que las mujeres tienen la misma capacidad de ser violentas que los hombres. Pizzey dice que las amenazas provienen de feministas militantes. También declara que actualmente tiene prohibido entrar en el refugio que ella misma fundó.

## Comienzos en el activismo
En 1959, Pizzey asistió a su primera reunión del Women's liberation movement (WLM) de Reino Unido en la casa de Chiswick de una organizadora local, Artemis. A instancias de Artemis, Pizzey aceptó convocar un «grupo de concienciación» en su casa de Goldhawk Road. Este colectivo se convirtió en el Grupo de Goldhawk Road.
Pizzey se distanció del movimiento británico de liberación femenina cuando atestiguó lo que ella describió como «comportamiento irregular e irrespetuoso» hacia el dinero donado por mujeres desesperadas de todo el Reino Unido.[cita requerida] Pizzey se enfrentó al grupo motivada por diversas actitudes dentro del mismo como, según Pizzey, alegar que sus teléfonos estaban intervenidos o acusar a aquellas personas con las que no simpatizaban de ser miembros del MI5, policías e informantes o agentes de la CIA. También le preocupó escuchar conversaciones sobre planes para poner una bomba en la tienda londinense Biba; informó de ello a la policía tras advertir a las personas involucradas. Posteriormente, Pizzey se enteró de que la policía tenía al grupo y las oficinas bajo vigilancia. Pizzey dice que ella y sus compañeros del grupo de Goldhawk Road (llamado así por la calle en que Pizzey vivía) eran considerados problemáticos, porque no aceptaban los comportamientos y puntos de vista de los demás.[cita requerida]

## Refugio
Pizzey creó un refugio para mujeres en Belmont Terrace, Chiswick, Londres, en 1971. Más tarde abrió otros refugios, a pesar de la hostilidad de las autoridades. Ganó notoriedad y publicidad por crear refugios mediante la okupación, sobre todo en 1975 en el Palm Court Hotel de Richmond. El refugio original de Chiswick ha sido rebautizado desde entonces como la organización benéfica "Refuge".
El trabajo de Pizzey fue ampliamente elogiado en su momento. En 1975, el diputado Jack Ashley declaró en la Cámara de los Comunes que "el trabajo de la señora Pizzey fue una labor pionera de primer orden. Fue ella quien primero identificó el problema, quien primero reconoció la gravedad de la situación y quien primero hizo algo práctico al establecer el centro de ayuda de Chiswick. Como resultado de ese magnífico trabajo pionero, toda la nación ha llegado a apreciar la importancia del problema". Mientras era perseguida por las autoridades locales y recurría a la Cámara de los Lores, fue reconocida por su labor.

## Reacciones, amenazas y acoso
En 1981, Pizzey se mudó a Santa Fe, Nuevo México, mientras era blanco de amenazas de muerte, bombas y de campañas de difamación, además de lidiar con trabajo extra, colapso, enfermedades cardíacas y cansancio mental.[cita requerida] En particular, según Pizzey, la organización benéfica Scotish Women’s Aid "se dedicó a repartir folletos en los que se afirmaba que [ella] creía que las mujeres 'invitaban a la violencia' y 'provocaban la violencia masculina'". Ella señaló que el punto de inicio fue la intervención del escuadrón de bombas, que requerían que todos sus correos fueran procesados por ellos antes de que ella pudiera recibirlos, por ser una figura pública controversial.
Habiéndose mudado a Santa Fe para escribir, Pizzey prontamente se involucró en abrir un refugio en Nuevo México, así como también lidiar con los abusadores sexuales y los pedófilos. Pizzey señalo sobre este trabajo “Descubrí que había tantas mujeres pedófilas como hombres. Las mujeres pasan sin ser detectadas, como siempre. Trabajar contra pedófilos es un asunto muy peligroso”." Mientras vivía en Santa Fe, uno de sus perros fue baleado y otros dos robados, lo cual ella reclamo era el resultado de vecinos racistas. Su familia sufrió nuevamente de acoso seguido de la publicación de su libro Prone to violence en 1982. Pizzey vincula mucho de los acosos a militantes feministas y sus objeciones a su investigación, resultados y trabajo. Describiendo los acosos, Deborah Ross de The Independent escribió que “Las hermandades feministas eran matonas”. 
Seguido del abuso y el maltrato en Santa Fe ella se mudó a Cayman Brac, en las Islas Caimán, donde escribió con su marido Jeff Shapiro. Posteriormente se mudó a Siena, Italia donde su escritura y vocación continuaron. Regresó a Londres a finales de la década de 1990, sin hogar debido a una deuda y una salud precaria.

## Trabajo posterior
Pizzey sigue trabajando activamente para ayudar a las víctimas de la violencia doméstica. Es patrona de la organización benéfica ManKind Initiative desde 2004, cuando recibió el premio Roger Witcomb. En marzo de 2007, asistió como invitada a la ceremonia de apertura del primer refugio árabe para víctimas de la violencia doméstica en Baréin.
En 2013, Pizzey se unió a la junta editorial y asesora de la organización de derechos de los hombres A Voice for Men. De enero a agosto, escribió trece artículos para el sitio web del grupo.
Sus dos artículos de abril pertenecían a dos entrevistas que concedió en la comunidad de Reddit "IAmA", donde promocionó su página de Facebook y el podcast "AVFM Online Radio" en BlogTalkRadio. Anunció su primera entrevista una semana antes en /r/MensRights.
En mayo, Erín también empezó a conducir su propio programa en AVFM Radio, inicialmente llamado “Revelaciones de violencia doméstica con Erín Pizzey” que estuvo al aire durante 5 episodios hasta que el título fuera acortado simplemente a “Revelaciones con Erín Pizzey”. En “Revelaciones” transitó de hacer lectura personales a tener discusiones con invitados. Bajo su nuevo formato entrevistó a Glen Poole, Neil Lyndon, Geoffrey James, Suzanne Venker, Philip W.Cook, Warren Farrell y Mike Buchanan, entre otros.
En noviembre de 2014, Pizzey se convirtió en administradora del sitio web WhiteRibbon.org, que ha sido criticado por la campaña WhiteRibbon original. Luego, sería rebautizado como Honest-Ribbon.org, con el lema "End violence against everyone" (terminemos con la violencia contra todos) con el objetivo de "arrojar luz sobre la realidad de la violencia doméstica y el grave daño que causa a sus víctimas directas, en particular a los niños".
Pizzey fue entrevistada y apareció en el documental de 2016 The Red Pill, de Cassie Jaye, sobre el movimiento por los derechos de los hombres.
Pizzey es patrona de la organización benéfica Compassion In Care, que trabaja para "romper la cadena del maltrato a los ancianos", y escribió una introducción para el libro de la misma temática, Beyond The Facade, de la fundadora Eileen Chubb.

## Vida personal
Nació como Erin Carney en Qingdao, China en 1939, junto a su hermana gemela Rosaleen. Erin es la hermana del escritor Daniel Carney, conocido por su novela Los Gansos Salvajes. Su padre era diplomático y uno de los 17 hijos de una familia pobre irlandesa. En 1942, la familia se trasladó a Shanghái y poco tiempo después fueron capturados por el ejército japonés invasor e intercambiados por prisioneros de guerra japoneses.
Pizzey se casó 1959 con Jack Pizzey, un teniente de navío al que conoció en Hong Kong. Tuvieron dos hijos, una niña, Cleo, y un niño, Amos.  Se divorció de él en 1976. En 1994 se divorció de su segundo marido, Jeff Scott Shapiro. Pizzey vive en Twickenham, al suroeste de Londres. Se le diagnosticó cáncer en 2000. 
En 2000, el nieto de Pizzey, Keita Craig, que padecía esquizofrenia, se ahorcó en una celda de la cárcel. Pizzey y su familia hicieron campaña contra el veredicto del forense de muerte por ahorcamiento y, en 2001, un jurado en una segunda investigación determinó por unanimidad que la muerte de Keita se debió a la negligencia del personal penitenciario. El caso fue el primero en alcanzar un veredicto de negligencia en un caso de suicidio.

## Obra

### Ficción
- Kisses (1996)
- Other Lovers (1993)
- The Snow Leopard Of Shanghái (1990)
- The Watershed (1987)
- In the Shadow of the Castle (1986)

### No ficción
- This Way to the Revolution: A Memoir (2011)
- The Emotional Terrorist and The Violence-prone (2010)
- Infernal Child: World Without Love (2005)
- Wild Child: An Autobiography (1995)
- Erin Pizzey Collects (1983)
- Sluts' Cookbook (1982)
- Prone to violence (1982)
- Scream Quietly or the Neighbours Will Hear (1974)

## Premios
- International Order of Volunteers For Peace, Diploma of Honour. Italia, 1981[5]
- Premio Nancy Astor por Periodismo en 1983[5][19]
- Distinguished Leadership Award. World Congress of Victimology. San Francisco, 1987[5][19]
- St. Valentino Palm d'Oro International Award for Literature, Italia,  1994[5][19]
- SAFE, “Mujer del año”, 2022[23]